# Csertő
Csertő è un comune dell'Ungheria di 398 abitanti (dati 2008) situato nella contea di Baranya, nella regione Transdanubio Meridionale.